# Autoroute A7 (France)
Pour les articles homonymes, voir Autoroute A7, A7 et Autoroute du Soleil.

L'autoroute A7 (aussi appelée « autoroute du Soleil ») est une autoroute française qui prolonge la route métropolitaine 7 (ancien tronçon déclassé de l'A7) de Oullins-Pierre-Bénite au sud de Lyon jusqu'à Marseille sur 306 km.
Elle fait partie des routes européennes E15 (de Ternay à Orange), E80 (de Salon-de-Provence à Coudoux), E714 (d'Orange à Marseille) et E712 (de Septèmes-les-Vallons à Marseille).
Elle est gérée principalement par la société Autoroutes du Sud de la France (ASF). Radio Vinci Autoroutes (107,7 MHz) fonctionne sur l'A7, secteur ASF. L'A7 fait partie sur le réseau ASF de la zone est.

## Histoire

### Amorces
L'autoroute A7 trouve ses origines lors de l'ouverture de l'Autoroute Nord, nom encore utilisé aujourd'hui pour la partie de l'A7 situé dans l'agglomération marseillaise, sans rapport avec l'Autoroute du Nord A1, qui doublait les nationales 8 et 113 au nord de Marseille.
Cette liaison d'origine à 2 × 2 voies a été livrée à la circulation en 1951 suivant ce tracé et ces sorties :
- Les Pennes-Mirabeau – N 538, qui deviendra N 113 (amorce de l'autoroute à proximité de l'Assassin sur la route nationale) ;
- Saint-Antoine – N 8  (actuelle sortie 32) ;
- Le Canet / Saint-Barthélemy (actuelle sortie 35) ;
- Saint-Gabriel (fin d'autoroute donnant accès au boulevard de Plombières) (actuelle sortie 36) .

Ce tronçon mesure 13 km.
Au nord de la vallée du Rhône, une portion longue de 30 km relie Lyon à Vienne dont l'ouverture intervient en 1965 :
- La Mulatière (amorce de l'autoroute sur la N 86) (actuelle sortie 2) ;
- Pierre-Bénite (actuelle sorties 3 et 4 et l'actuel échangeur A7/A450) ;
- Saint-Fons / Feyzin (actuelle sorties 5 et 6) ;
- Solaize (actuelle sortie 7) ;
- Givors (demi-échangeur d'orientation vers le nord) (échangeur aujourd'hui fermé situé au Nord de l'actuel échangeur A7/A47/A46) ;
- Chasse-sur-Rhône (demi-échangeur d'orientation vers le sud) (actuelle sortie 8) ;
- Vienne-Nord (fin de l'autoroute donnant sur la N 7) (actuelle sortie 9).

Son prolongement entre La Mulatière et la Gare de Perrache est livré en 1968 avec un raccordement final sur l'A6 en 1971 à la suite de l'ouverture du tunnel de Fourvière la même année.

### Son développement

#### Ouvertures successives
(octobre 2014).
- 1958 : ouverture de la déviation (2 × 2 voies) sur la commune du Péage-de-Roussillon dans l'Isère, longue de six kilomètres. Cette section de voie rapide dont l'usage est gratuit à ce moment est gérée par la SAVR (devenue ASF) qui prendra le contrôle des autres portions de l'A7 situées entre Givors et Rognac.
- 1959 : ouverture de la section Vienne-Sud / Reventin-Vaugris.
- 1961 : ouverture d'une déviation reliant la Chartreuse de Bonpas à Bédarrides dans le Vaucluse qui deviendra une autoroute en 1965 dont la concession sera attribuée à la SAVR et dont l'usage deviendra payant. Deux sections distinctes existent à savoir une voie rapide entre la Chartreuse de Bonpas et Vedène puis une route à trois voies depuis cette dernière commune jusqu'à Bédarrides. Cette voie rapide est d'autant appréciée qu'elle permet d'éviter la longue et éprouvante traversée d'Avignon.
- 1963 : ouverture intégrale de la section à péage entre Vienne-Sud et Chanas (24 km) ainsi que de la portion Valence-Nord / Valence-Sud (4 km). En réalité, l'extrémité Sud de l'autoroute se termine près du centre-ville de Valence, tout près de l'unique pont reliant cette ville aux communes situées sur l'autre rive du Rhône.
- 1964 : ouverture de la déviation autoroutière d'Orange dans le Vaucluse. Son tracé débute au sud de Piolenc et se termine au nord de Courthézon. Elle mesure environ 10 km. Son utilisation devient payante dès 1965 à la suite de la concession à la SAVR et à son raccordement vers la voie rapide située entre Bédarrides et la Chartreuse de Bonpas également transformée en autoroute à cette occasion. La liaison discontinue entre Piolenc et Caumont-sur-Durance mesure 38 km.
Les sorties : Piolenc - N 7 ; Orange (actuelle sortie 21 - échangeur d'Orange) ; Vedène (actuelle sortie 23) ; Caumont-sur-Durance / Noves (actuelle sortie 24).
- 1965 : ouverture du tronçon payant entre Chanas et Valence-Nord. La longueur de cette portion est de 42 km, ce qui crée une autoroute discontinue longue de 73 km reliant directement Vienne à Portes-lès-Valence, de Vienne à l'actuel échangeur 15.
- 1966 : ouverture de la section Valence-Sud / Montélimar-Nord et débuts de la numérotation autoroutière. Cette future longue liaison devient l'A7.
- 1968 : ouverture de la section Montélimar-Nord / Montélimar-Sud puis de son prolongement vers Orange en fin d'année.
- 1969 : ouverture de la section Avignon-Sud par le pont autoroutier de Bonpas / Cavaillon / Sénas prolongée en 1970 vers la portion primitive reliant Les Pennes-Mirabeau à Marseille. Cette dernière voit sa partie urbaine prolongée vers la Gare Saint-Charles avant de trouver son terminus définitif à la Porte d'Aix.
- 1972 : ouverture de l'échangeur de Loriol-sur-Drôme entre Valence et Montélimar (no 16).
- 1974 : ouverture de l'ultime tronçon constituant la déviation de Vienne attendu depuis de nombreuses années. Raccordement final à l'autoroute A6 entre La Mulatière et Perrache.
- 2010 : suppression des 300 derniers mètres du tronçon entrant dans Marseille entre la  37 Saint-Charles et la Porte d'Aix. L'autoroute se termine désormais à l'avenue du Général Leclerc allant à la gare Saint-Charles avec un carrefour à feu à la place de la  37 Saint-Charles qui est supprimée.
- 2020 : les 16 km des tronçons de l'A6 et de l'A7 traversant Lyon qui ont été déclassés en 2017 en voie rapide sont transformés en boulevard urbain sous le nom de route M6 et M7 (route métropolitaine 6 et 7)[3],[4].

L'autoroute est placée dans un couloir abondamment pourvu en infrastructures de transport, aux côtés d'une voie fluviale et de trois voies ferrées (lignes de Paris à Marseille, de Givors à Grezan, et les LGV Rhône-Alpes puis Méditerranée), dans une région déjà fortement dynamisée. L'arrivée de l'autoroute donnait l'avantage aux communes de la rive gauche du Rhône, où le report du trafic de la route nationale 7 vers l'autoroute a permis le développement des villages traversés par cette route.

#### Aménagements postérieurs
L'autoroute est élargie à deux fois trois voies entre Vienne et Orange en 1987, puis jusqu'à Salon-de-Provence en 1992.
Les 300 derniers mètres sont déclassés dans Marseille entre la sortie Saint-Charles et la Porte d'Aix, le 7 juillet 2010, dans le cadre de l'opération d'aménagement urbain Euroméditerranée,. Le pont est foudroyé le 7 août 2010.
L'échangeur no 20, dénommé Orange-Nord (situé sur la commune de Piolenc) n'était qu'un quart d'échangeur, ne permettant que l'entrée sur l'autoroute dans le sens nord-sud. Il avait été conçu à la suite de l'interdiction de circulation des poids lourds sur la commune d'Orange, afin qu'ils puissent contourner l'agglomération et revenir sur la nationale 7 au sud d'Orange. Cet échangeur, déclaré d'utilité publique le 13 novembre 2013, a été inauguré le 21 décembre 2015.
À Lyon, dans le cadre du premier projet de Lyon Confluence datant de 1998, la portion entre La Mulatière et Perrache devait être déclassée et transformée en boulevard urbain qui aurait par conséquent été interdit aux véhicules dont le poids total en charge excède 3,5 tonnes (sauf desserte). Un nouveau contournement par l'ouest de la ville (Autoroute A44) aurait dû être construit. Le déclassement est officiellement annoncé en 2016 par le secrétaire d'État chargé des Transports.
À la suite du débat public tenu en 2006 sur la politique des transports dans la vallée du Rhône et l'arc languedocien, les ministères concernés (ministère des Transports, de l'équipement, du tourisme et de la mer, ministère de l'Écologie et du développement durable) ont conclu que « l'élargissement des autoroutes A7 et A9 n'est pas retenu. Un point de rendez-vous est fixé dans 5 ans ».
16 km des tronçons de l'A6 et de l'A7 traversant Lyon sont déclassés le 1er novembre 2017 en route à grande circulation, avec le projet de les aménager en boulevard urbain d'ici 2020. Ce tronçon déclassé de l'A7 est renommé M7 (Route métropolitaine 7).
L'autoroute A7N entre le nœud de Pierre Bénite et la gare routière de Perrache (PK 0) est renumérotée M7 (Route Métropolitaine 7, cartouche fond bleu ciel) à la suite de son déclassement. Les nouveaux panneaux intégrant la renumérotation commencent progressivement à remplacer les anciens panneaux avec le cartouche A7.

### Avenir
La loi no 2022-217 du 21 février 2022, dite « loi 3DS », prévoit le transfert de la section non concédée de l'autoroute A7 (comprise entre Rognac et Marseille) au département des Bouches-du-Rhône au 1er janvier 2024.
Il existe un projet d'ouverture de deux demi-échangeurs, intercalés entre les sorties 12 et 13, destinés à mieux desservir le nord de la Drôme, dans le secteur de Saint-Vallier. L'ouverture de ces nouveaux équipements, planifiés à Saint-Barthélemy-de-Vals et Saint-Rambert-d'Albon, est prévue en 2027.

## Échangeurs

Tracé de l'A7.

Note : on appelle « A7 Nord » (A7N) la Section allant d'Oullins-Pierre-Bénite au Péage de Vienne-Reventin (PK 36 A7N = PK 6 A7). Cette appellation non officielle est utilisée notamment sur les points de repère kilométriques et pour les messages sur la radio autoroutière, car il y avait initialement 2 repérages kilométriques de Lyon (PR 0 à Perrache) à Vienne, puis de Vienne (PR 0) à Marseille. Cette appellation « A7 Nord » permet d'éviter les ambiguïtés.

### M7
Section non-concédée gérée par la Métropole de Lyon et gratuite.
- Échangeur entre M6 et M7 par le Centre d'échanges de Perrache à Lyon à 0 km : Paris (A6), Clermont-Ferrand (A89)
  -    Tunnel de Perrache
- 1.1 La Part-Dieu : Lyon,  Saint-Joseph Saint-Luc
- 1.2 Lyon - centre : Lyon - Presqu'Île
  -   Limitation à 70 km/h et mise à 3 voies
  -  Limitation à 50 km/h
- 1.3 Lyon - Gerland : Lyon - La Confluence,   Perrache,  Musée des Confluences
  -  Limitation à 70 km/h
- 2 La Mulatière à 2N km : La Mulatière, Oullins - centre
- 3  Oullins - La Saulaie à 4N km : Oullins (de et vers Lyon)
- 4 Pierre-Bénite - nord à 6N km : Pierre-Bénite,  Oullins - La Saulaie,  Z. I. Les Lônes
- Fin de la voie rapide M7

### A7
Section non-concédée gérée par la DIR Centre-Est et gratuite.
- Début de l'autoroute A7
- Échangeur entre A450, A7 et M7 à 6,5N km : Pierre-Bénite, Brignais,  Hôpitaux sud
- 5 Saint-Fons (RD 383) : Saint-Fons (vers le Boulevard Périphérique, Paris (A6) à 7N km
- 6 Feyzin à 8N km : Vénissieux, Saint-Priest, Feyzin,  Z. I. - Lyon - Sud Est,  Belle Étoile (Boulevard Urbain Sud)
  -  Limitation à 90 km/h
  -  Limitation à 110 km/h
  -  Aire de repos de Solaize (sens  Lyon-Marseille)
- 7 Solaize à 13N km : Solaize, Vernaison, Saint-Symphorien-d'Ozon,  Pôle de Recherche
  -  Aire de repos de Sérézin-du-Rhône (sens  Marseille-Lyon)
- Échangeur entre A46, A47 et A7 (Échangeur de Chasse-sur-Rhône) : 
  - A46 : Paris (A6), Strasbourg (A42), Grenoble (A43), Genève
  - A47 : Saint-Étienne, Givors, Chasse-sur-Rhône, Clermont-Ferrand (A72)

Section concédée à ASF et payante (sauf entre les sorties 8 à 9).
- 8 Chasse - sud à 22N km (de et vers Marseille) : Chasse-sur-Rhône
- 9 Vienne - nord à 26N km (de et vers Lyon) : Vienne - centre, Valence, Grenoble

- Pont sur le Rhône

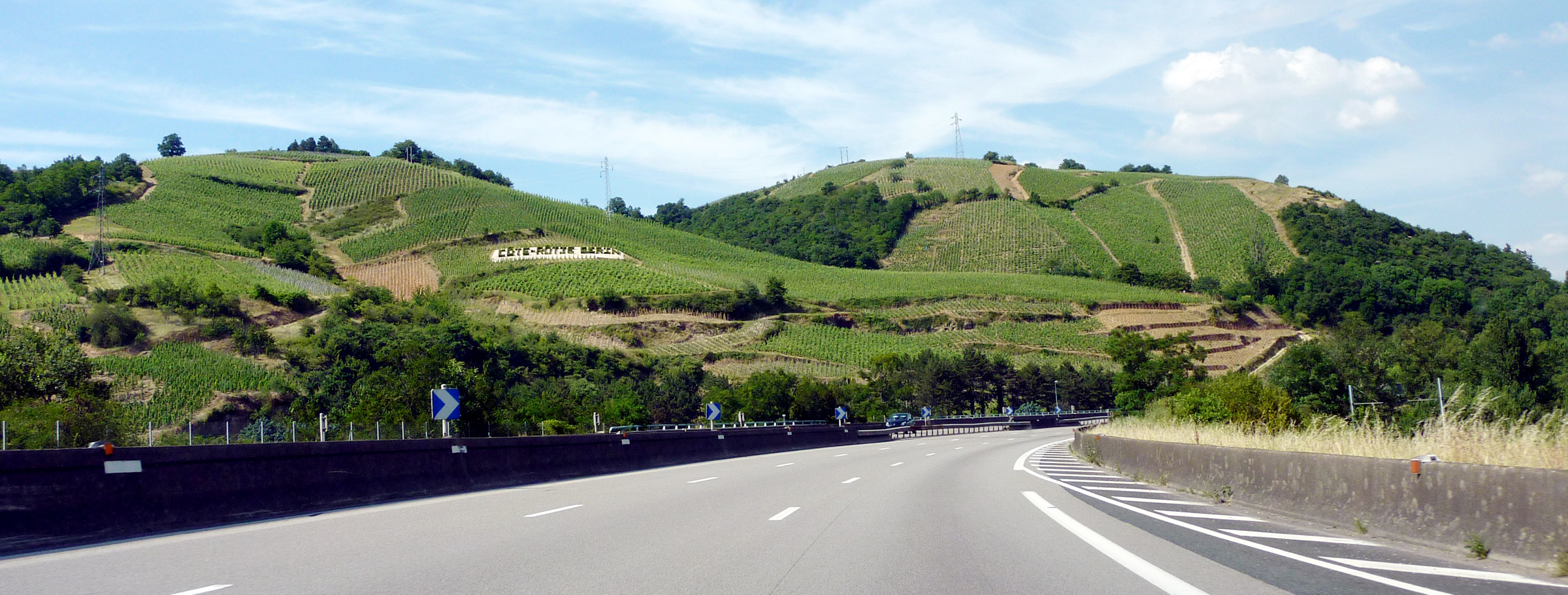
L'A7 aux environs de Vienne en direction du nord.

- 10 Condrieu à 31N ou 2 km (de et vers Lyon) : Ampuis, Condrieu
  - Pont sur le Rhône
- 11 Vienne - sud à 33N ou 4 km : Vienne, L'Isle-d'Abeau (de et vers Marseille)

(en cours de construction)  11 Vienne - sud à 35N ou 6 km : Vienne, L'Isle-d'Abeau, Péage-de-Roussillon, Reventin-Vaugris (de et vers Lyon)
- Péage de Vienne-Reventin +  Aire de repos de Vienne-Reventin (dans les deux sens) à 6 km
  -  Aires de repos d'Auberives (sens  Lyon-Marseille),  de la Grande Borne (sens Marseille-Lyon)
  -  Aire de service de Roussillon réservés aux poids lourds (sens Lyon-Marseille)
- 11.1 Auberives à 19 km : Auberives-sur-Varèze (entrée en direction de Marseille, obligatoire pour les poids lourds en provenance de la RN7 en raison d'une forte descente)
- 12 Chanas à 24 km : Chanas, Annonay, Péage-de-Roussillon, Salaise-sur-Sanne
  -  Aire de service de Saint-Rambert-d'Albon (dans les deux sens)
  - Col du Grand Bœuf (altitude 323 m) à 38 km
  -  Aires de repos du Bornaron (sens  Lyon-Marseille),  de la Galaure (sens Marseille-Lyon)
  -  Aire de repos de la Bouterne (sens  Marseille-Lyon)
- 13 Tain l'Hermitage à 56 km : Tain-l'Hermitage, Tournon-sur-Rhône, Romans-sur-Isère, Saint-Donat
  -  Aires de service du Pont de l'Isère (sens Lyon-Marseille),  Latitude 45 (sens Marseille-Lyon)
- 14 Valence - nord à 67 km : Valence - centre, Bourg-lès-Valence

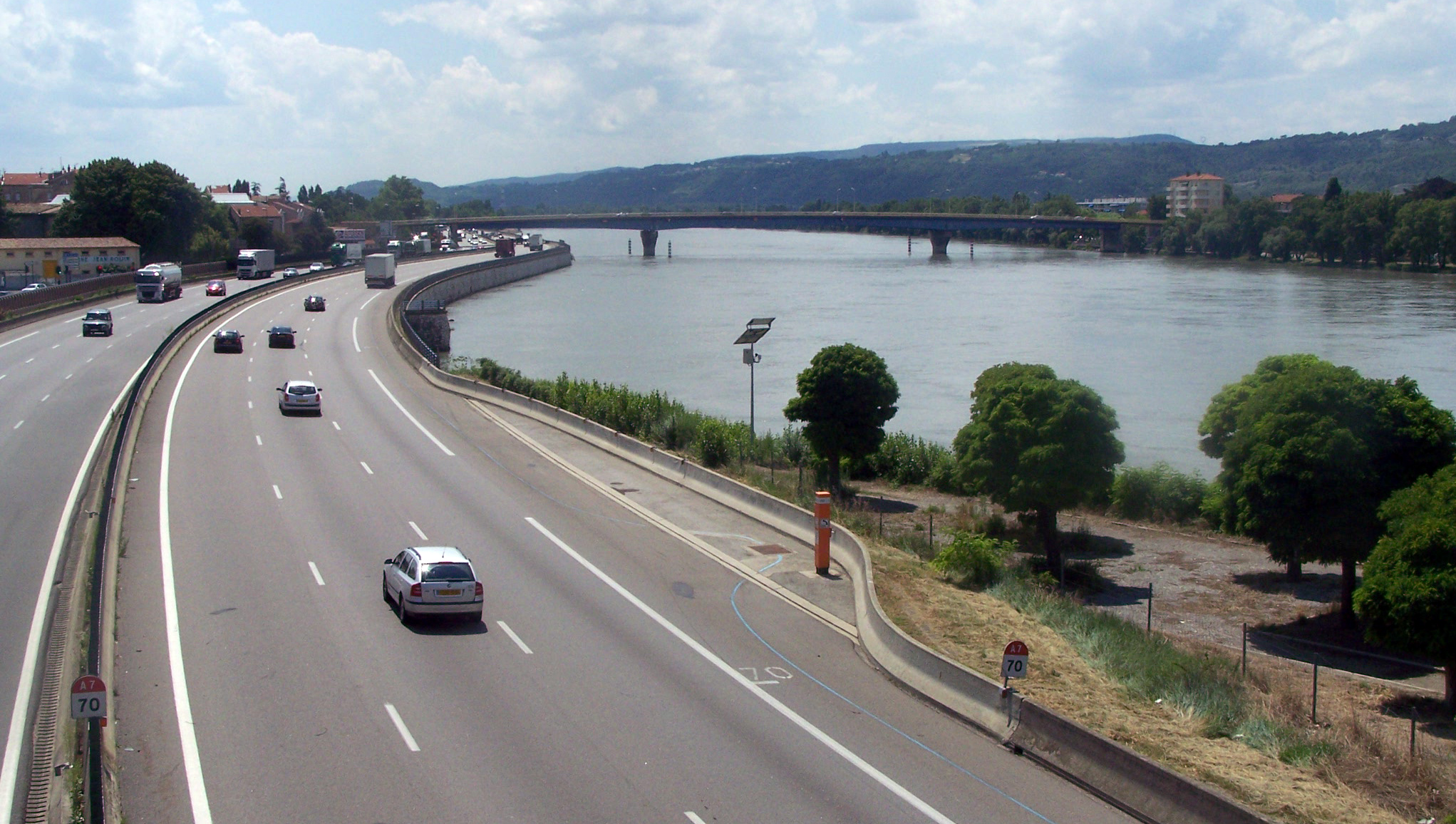
L'A7 à Valence en direction du sud.

- 15 Valence - sud à 75 km : Valence, Grenoble (A49 via RN 532), Romans-sur-Isère, Gap, Crest, Portes-lès-Valence
  -  Aire de service de Portes-lès-Valence (dans les deux sens)
  -  Aires de repos de Bellevue (sens  Lyon-Marseille),  de Livron (sens Marseille-Lyon)
- 16 Loriol à 92 km : Loriol-sur-Drôme, Crest, Privas, La Voulte, Livron, Mémorial des Sapeurs-Pompiers de Loriol
  -  Aire de repos de Bras de Zil (sens  Lyon-Marseille)
  -  Aire de service de Saulce (sens Marseille-Lyon)
- 17 Montélimar - nord à 102 km : Montélimar, Le Teil, Dieulefit, Saulce-sur-Rhône
  -  Aires de repos de la Coucourde (sens  Lyon-Marseille),  du Logis Neuf (sens Marseille-Lyon)
  -  Aires de repos de Savasse (sens  Lyon-Marseille),  du Roubion (sens Marseille-Lyon) : Porte du soleil
  -  Aire de service de Montélimar (dans les deux sens)

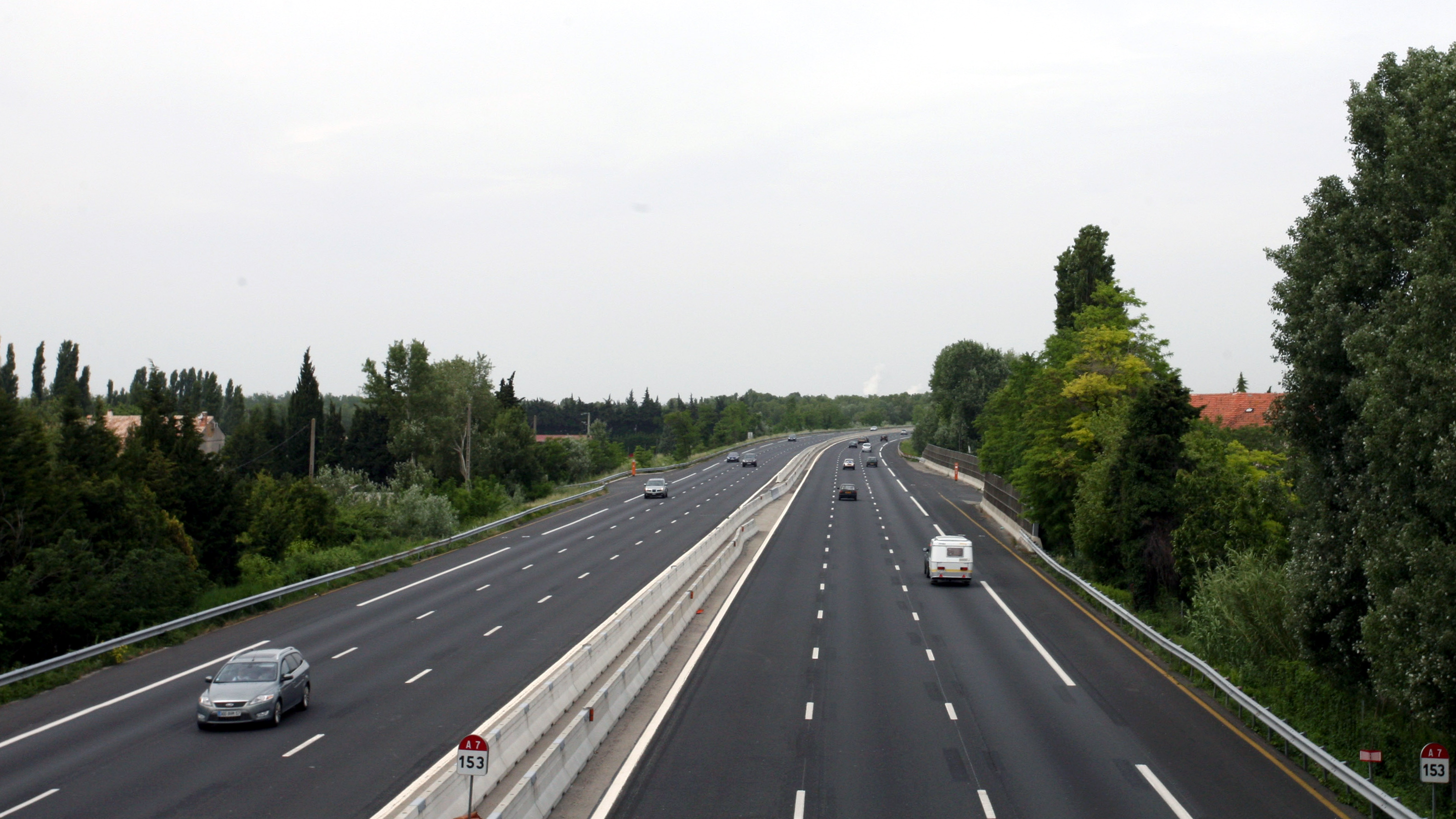
L'autoroute A7 au niveau de Mondragon.

- 18 Montélimar - sud à 125 km : Montélimar, Le Puy-en-Velay, Aubenas, Valréas, Nyons, Pierrelatte
  -  Aires de repos de Pierrelatte (sens  Lyon-Marseille),  de Donzère (sens Marseille-Lyon)
  -  Aire de repos de Tricastin (sens  Marseille-Lyon)

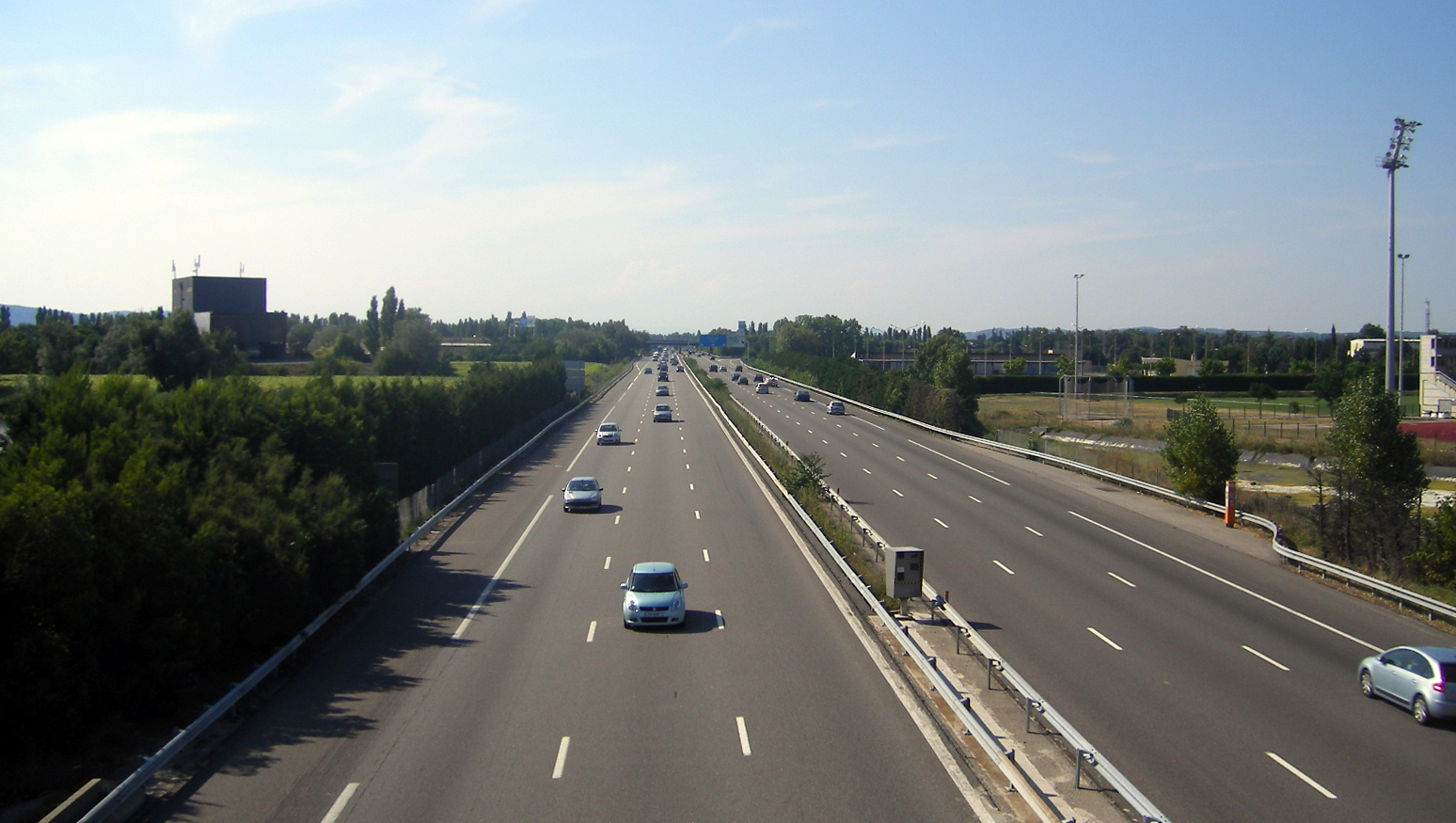
L'A7 aux environs d'Orange en direction du nord.

- 19 Bollène à 146 km : Bollène, Alès, Pont-Saint-Esprit, Vaison-la-Romaine
  -  Aires de service de Mornas-Village (sens Lyon-Marseille),  de Mornas-les-Adrets (sens Marseille-Lyon)
- 20 Orange - nord à 164 km : Piolenc, Mondragon, Pont-Saint-Esprit (de et vers Marseille)
- Échangeur entre A9 et A7 : Nîmes, Montpellier, Perpignan, Barcelone, Toulouse (A61) (demi-échangeur, de et vers Lyon)

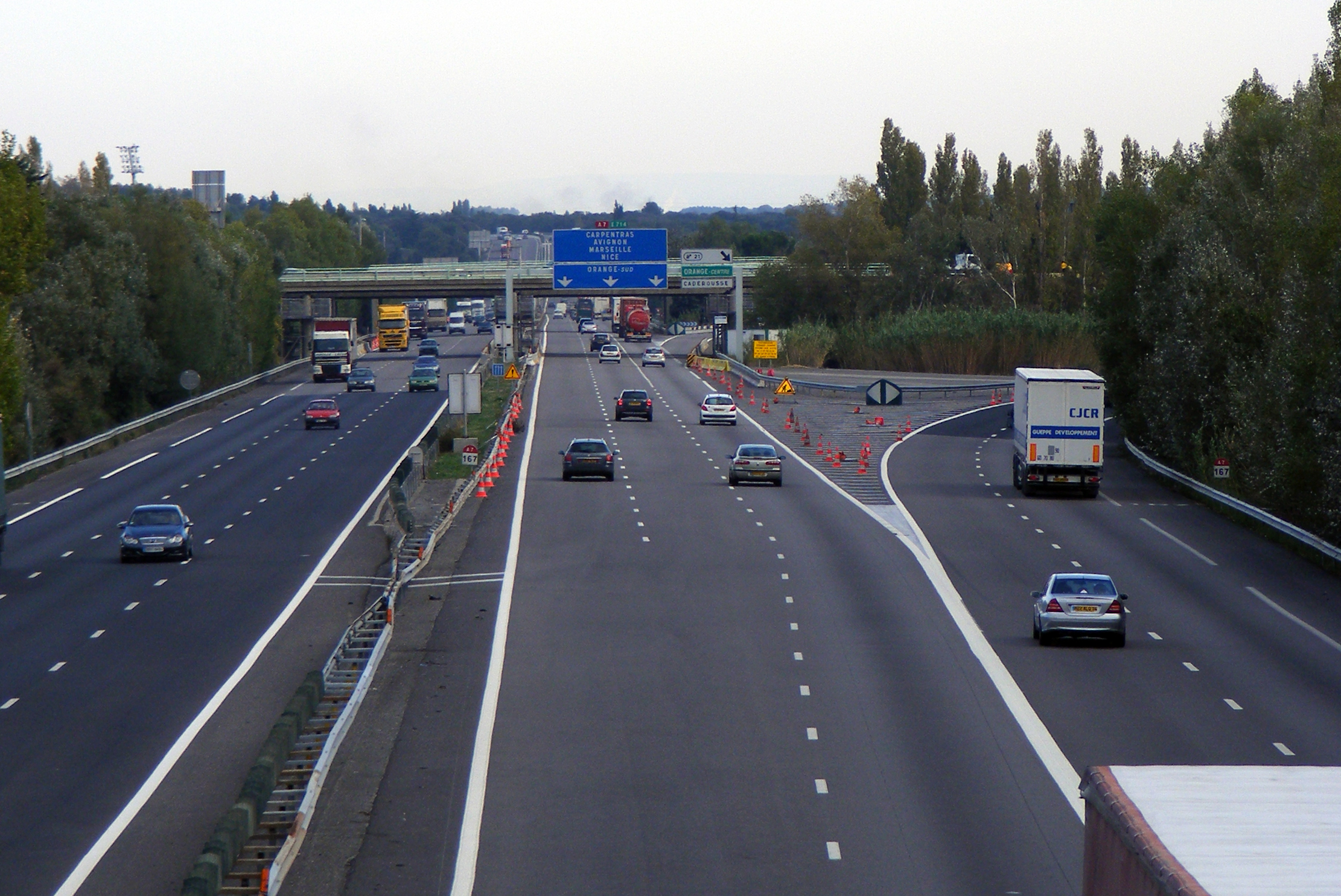
L'échangeur d'Orange entre l'A7 (les trois voies de gauche) et l'A9 (les deux voies de droite) à Orange avec la sortie 21.

- 21 Orange - centre à 167 km : Orange, Caderousse, Valréas, Nyons, Nîmes (A9)
  -  Aires de repos d'Orange-Le Grès (sens  Lyon-Marseille),  d'Orange-Le Coudoulet (sens Marseille-Lyon)
- 22 Orange - sud à 172 km : Orange, Carpentras, Sarrians, Courthezon, Vaison-la-Romaine (Ouverte en 1997)
  -  Aire de repos du Fournalet (sens  Lyon-Marseille) +  Aire de service de Sorgues (sens Marseille-Lyon)
- 23 Avignon - nord à 188 km : Avignon, Le Pontet, Sorgues, Vedène, Carpentras
  -  Aire de service de Morières (sens Lyon-Marseille)
- 24 Avignon - sud à 199 km : Avignon, Apt,  Aéroport d'Avignon-Provence, L'Isle-sur-la-Sorgue, Châteaurenard
  -  Aires de repos de Cabannes (sens  Lyon-Marseille),  de Noves (sens Marseille-Lyon)
  -  Aire de repos de Cavaillon (dans les deux sens)
- 25 Cavaillon à 210 km : Cavaillon, Arles, Beaucaire, Saint-Rémy-de-Provence, Tarascon, Apt, L'Isle-sur-la-Sorgue
  -  Aire de repos de Sénas (dans les deux sens)
- 26 Sénas à 221 km : Sénas, Lambesc, Aix-en-Provence
- 27 Salon - nord à 230 km : Salon-de-Provence (de et vers Lyon)
  -  Aire de repos de Lamanon (sens  Marseille-Lyon)
- Échangeur entre A54 et A7 à 235 km : Salon-de-Provence - centre, Arles, Nîmes, Barcelone (A9), Fos - Martigues
- Péage de Lançon de Provence à 240 km
  -  Aire de service de Lançon-Provence-« Pont-restaurant » (dans les deux sens)
- Échangeur entre A8 et A7 à 245 km : Aix-en-Provence, Toulon (A52), Nice

Section non-concédée gérée par le département des Bouches-du-Rhône et gratuite.
- 28 Rognac à 255 km : Rognac, La Fare-les-Oliviers, Berre-l'Étang, Salon-de-Provence
- 29 Vitrolles - Roucas à 261 km : Vitrolles - centre
  -  Aire de service de Vitrolles-Est (sens Marseille-Lyon)
- 30/30a/30b Marignane à 264 km : Marignane - Ville, Aix-en-Provence,  Marseille-Provence (Marignane), Saint-Victoret, Vitrolles - sud, Les Pennes-Mirabeau
  -  Tunnel des Pennes-Mirabeau (300 m)
- Échangeur entre A55 et A7 à 270 km : Arles, Fos - Martigues, Nîmes, Marseille - Vieux-Port, L'Estaque,   Port de Marseille
- 31 Les Pennes-Mirabeau à 270 km : Les Pennes-Mirabeau,  Plan de Campagne
- Échangeur entre A51 et A7 à 272 km : Aix-en-Provence, Nice (A8), Gardanne, Gap, Septèmes-les-Vallons,  Plan de Campagne
- 32 Saint-Antoine à 274 km : Marseille, Septèmes-les-Vallons,  Hôpital nord
- 33 Les Aygalades à 275 km : Marseille (de et vers Lyon)
- 34 Les Arnavaux à 278 km : Marseille - Sainte-Marthe, La Rose (A507)
- Échangeur entre A507 et A7 à 278 km : Marseille - La Rose, Saint-Loup, Aubagne, Toulon (A50) (de et vers Lyon)
- 35 Le Canet à 279 km: Marseille - Saint-Barthélemy,   Port de Marseille (de et vers Lyon)
- Échangeur entre A557 et A7 : Marseille - La Joliette, Vieux-Port (A55) (de Lyon)
- 36 Plombières :  Marseille - Menpenti, Cinq Avenues, Belle de Mai, Saint-Mauront (de et vers Lyon)
- Fin d'autoroute à Saint-Lazare, à 282 km, entrée dans Marseille par l'avenue du Général Leclerc (près de la gare Saint-Charles), avec un débouché place Marceau.

## Circulation
Cette autoroute est très chargée tout au long de l'année. L'axe de la vallée du Rhône voit transiter des flux de trafic, surtout de poids-lourds entre le nord de la France, le Benelux, l'Allemagne et le pourtour méditerranéen (Languedoc, Marseille, Espagne et Afrique du Nord…). De plus la circulation est aussi générée par un trafic local desservant tout le chapelet des villes de la vallée du Rhône (Lyon, Vienne, Valence, Orange, Avignon…) et les axes latéraux (Saint-Étienne, Grenoble, Aix…).
Pendant les périodes de vacances, le trafic déjà chargé, devient très rapidement saturé, notamment en direction du sud en début de congés, vers le nord en fin de congés. Le dernier week-end de juillet et le premier week-end d'août sont particulièrement chargés dans les deux sens - les embouteillages pouvant parfois s'étendre sur des centaines de kilomètres - lors de ce qu'on nomme le chassé-croisé entre les juillettistes qui terminent leurs vacances et ceux dits aoûtiens qui les commencent.
Depuis 2004, année d'expérimentation sur le tronçon le plus chargé (Vienne - Orange), une régulation dynamique des vitesses a été mise en place : les jours de fort trafic, la vitesse maximale autorisée est ramenée à 110 voire 90 ou 70 km/h sur certains tronçons, afin, en uniformisant les vitesses des véhicules, de fluidifier la circulation. Cette limitation de vitesse varie en fonction du débit enregistré. Des panneaux à messages variables indiquent la vitesse limitée et un autre indique de ralentir, si cette vitesse limite est dépassée. La réduction de la vitesse permet également de réduire le nombre d'accidents.

### Trafic
Les chiffres moyens sont donnés à titre indicatif.
- A7 Lyon (entre Fourvière et A47) : 120 000 véhicules par jour selon le CRICR Lyon
- A7 au niveau de A47 : 150 000 véhicules par jour selon le CRICR Lyon
- A7 entre Vienne et Orange 70 000 véhicules par jour selon les calculs de la SETRA (pic à plus de 180 000 véhicules par jour lors des pointes estivales).
- A7 entre Avignon et Aix 85 000 véhicules par jour selon les calculs de la SETRA
- A7 Aix Marseille : plus de 110 000 véhicules par jour selon le CRICR de Marseille
- A7 Marseille intra-muros : plus 135 000 véhicules par jour selon le CRICR de Marseille

### Jonctions A9-A7

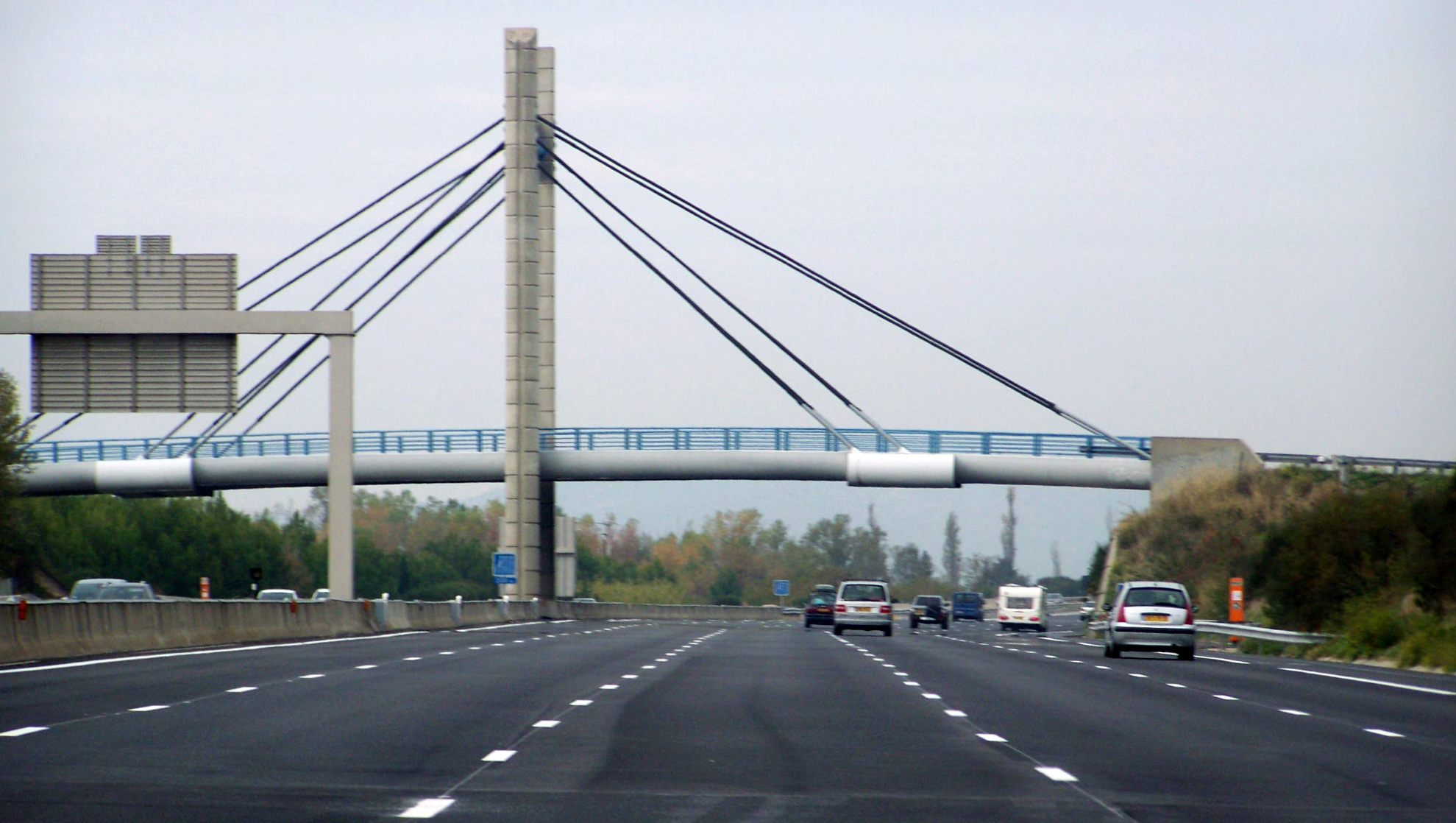
L'A7 au niveau de la jonction : cinq files dont les deux de droite proviennent de l'ex-A9.

- Il est impossible de bifurquer directement vers l'A9 à partir de l'A7 dans le sens sud-nord. Il est nécessaire de sortir à Orange afin de rejoindre celle-ci. Si le conducteur vient de Salon-de-Provence ou plus au sud, et qu'il souhaite rejoindre l'Espagne, l'autoroute A54 permet de rejoindre l'A9 au niveau de Nîmes.
- De la même manière, en provenant de l'A9, il est impossible de bifurquer directement vers l'A7 en direction de Marseille. Il est nécessaire de sortir à Orange afin de rejoindre celle-ci. Tout comme dans le cas précédent, l'autoroute A54 relie l'A7 et l'A9 entre Nîmes et Salon-de-Provence.

### Lieux sensibles
- Agglomération lyonnaise : entre Givors échangeur A7/A46/A47 et le tunnel de Fourvière, le trafic est extrêmement dense et très problématique aux heures de pointe et les weekends
- Dans la Drôme, le col du Grand Bœuf, à 323 m d'altitude, point culminant de l'A7, est répertorié comme site à risque pour les poids lourds[21]. Leur dépassement est interdit de part et d'autre du col[22].
- Jonction A9 - A7.
- Traversée d'Orange très difficile (surtout au moment des vacances scolaires), lieu de transit et de jonction autoroutière.
- Alentours de Marseille : aux heures d'entrée et de sortie du travail, l'A7 est très utilisée par les Marseillais. Certains dimanches matin, en particulier juste avant les fêtes de fin d'année, la sortie de Marseille par l'A7 est surchargée jusqu'à l'embranchement de l'A51 vers la zone commerciale de Plan de Campagne (ouverte le dimanche). De même pour le retour juste avant 20 h, heure de fermeture de la plupart des magasins.

## Lieux touristiques

### Lieux situés sur l'autoroute

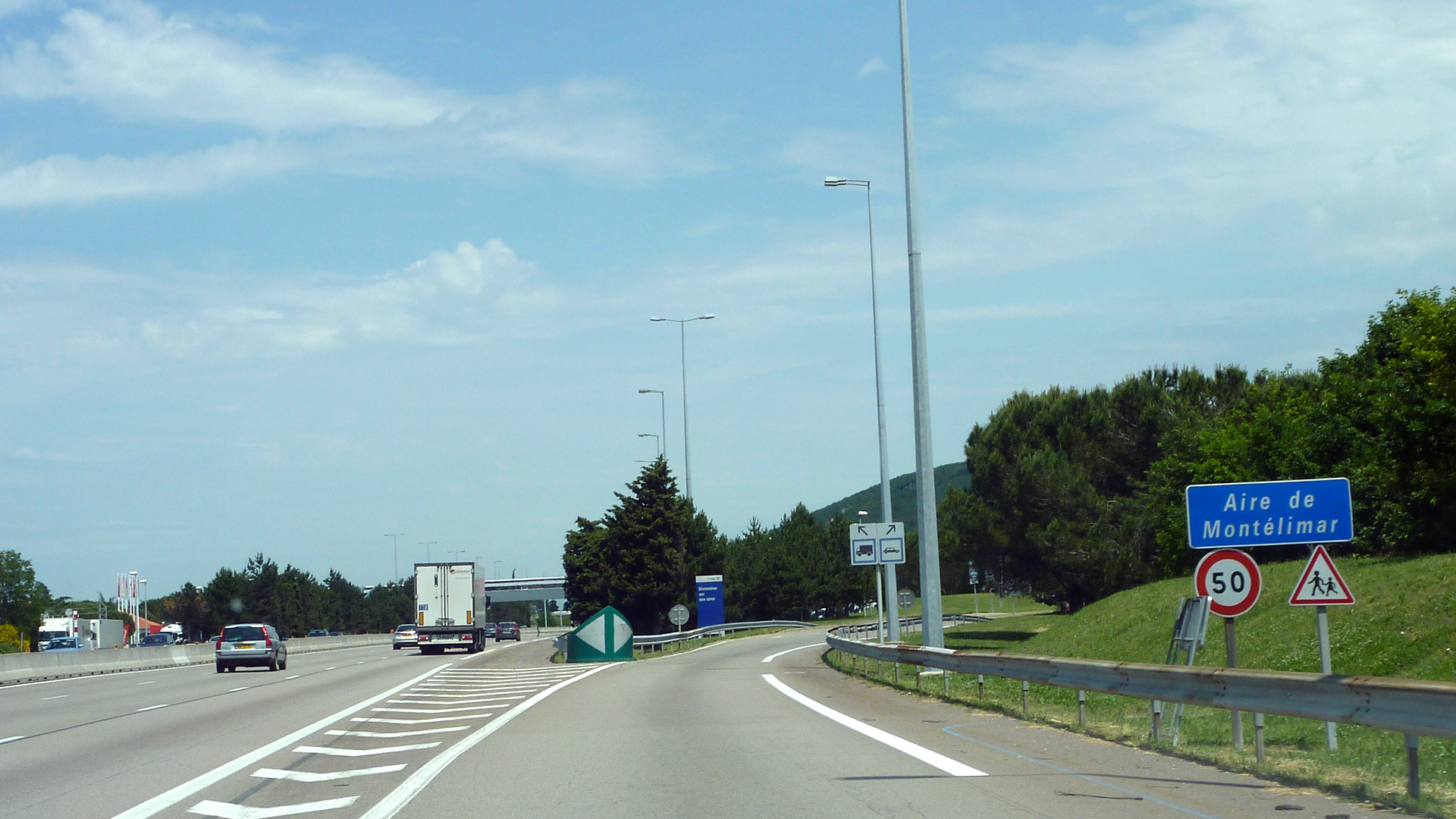
Entrée de l'aire de Montélimar-Est.

Les aires de Montélimar Est et Ouest, situées sur la commune d’Allan, dans le département de la Drôme, s'étendant sur plus de 47 hectares, sont présentées par la presse comme la plus grande aire autoroutière d'Europe.
En 2015, un article du journal Le Parisien indique qu'il s'agit également du plus important lieu de vente de nougat de France, concurrençant ainsi les commerçants de la ville de Montélimar.

### Villes et secteurs concernés
- Lyon (basilique Notre-Dame-de-Fourvière, Hôtel-Dieu, théâtre romain, palais du commerce, maisons gothiques, cathédrale Saint-Jean)
- Vienne (Théâtre Antique, Cathédrale Saint-Maurice, Temple d'Auguste et de Livie)
- Saint-Romain-en-Gal, Musée Gallo-Romain et Site archéologie
- Parc naturel régional du Pilat sur le contournement Ouest de Vienne (cette partie d'Autoroute y passe en plein dedans)
- Le Palais Idéal du Facteur Cheval, à Hauterives, dans la Drôme.
- Tournon-sur-Rhône
- Romans-sur-Isère
- Valence (Kiosque Peynet, Vieux Valence, Maison Pic, Musée d'Art et d'Archéologie)
- Montélimar (Château des Adhémar)
- Saint-Paul-Trois-Châteaux
- Pierrelatte (la Ferme aux crocodiles)
- Bollène, accès aux Gorges de l'Ardèche et au château de Grignan
- Mornas (Forteresse de Mornas)
- Orange, Théâtre Antique
- Avignon, Palais des Papes
- Le massif du Luberon, Gordes
- Les Alpilles
- Marseille (mer Méditerranée, Basilique Notre-Dame-de-la-Garde, Vieux-Port, Calanques, Sormiou).

## Dans la culture
Dans son livre Les Autonautes de la cosmoroute (Los Autonautas de la cosmopista), l'écrivain argentin Julio Cortázar raconte le voyage de trente-deux jours fait avec son épouse, l'autrice américaine Carol Dunlop sur l'« autoroute du soleil » (les autoroutes A6 et A7), entre Paris et Marseille.
Le rappeur SCH a nommé une de ses mixtapes du nom de l'autoroute en question (A7), celle-ci contient également un titre éponyme portant le nom de la voie rapide.